# 4745 Nancymarie
4745 Nancymarie è un asteroide della fascia principale. Scoperto nel 1989, presenta un'orbita caratterizzata da un semiasse maggiore pari a 3,0181950 UA e da un'eccentricità di 0,0533635, inclinata di 8,66687° rispetto all'eclittica.